# Mirto
Mirto település Olaszországban, Szicília régióban, Messina megyében. Lakosainak száma 889 fő (2023. január 1.). Mirto Frazzanò, San Salvatore di Fitalia, Capri Leone, Capo d’Orlando és Naso községekkel határos.

## Népesség
A település lakossága az elmúlt években az alábbi módon változott:
| Lakosok száma | 976  | 953  | 889  |
|               | 2017 | 2018 | 2023 |